# الحقلة (الشحر)

تعديل مصدري - تعديل

الحقلة هي إحدى قرى عزلة الشحر بمديرية الشحر التابعة لمحافظة حضرموت، بلغ تعداد سكانها 389 نسمة حسب تعداد اليمن لعام 2004.